# Not Too Young To Run
Not Too Young To Run (en español No Demasiado Joven Para Postularse) es una campaña que buscaba reducir el límite de edad para postularse para un cargo electo en Nigeria y en todo el mundo. La campaña comenzó en apoyo de proyectos de ley y mociones en la Asamblea Nacional de Nigeria patrocinada por Tony Nwulu en la Cámara de Representantes y AbdulAziz Nyako en el Senado. La campaña ahora es global, simbolizada por el hashtag #NotTooYoungToRun.

## Historia del Proyecto de Ley Not Too Young To Run
El proyecto de ley de reducción de edad conocido popularmente como proyecto de ley Not Too Young To Run bill es un movimiento de enmienda constitucional dirigido por jóvenes nigerianos. El proyecto de ley fue concebido y promovido por varios grupos de la sociedad civil, incluido YIAGA África, a partir de mayo de 2016. El grupo está encabezado por Samson Itodo, un activista de derechos humanos y activista de buen gobierno que es el Director Ejecutivo de YIAGA África. El proyecto de ley fue patrocinado en la Cámara de Representantes por Tony Nwulu y en el Senado por AbdulAziz Nyako. El proyecto de ley busca la alteración en las secciones 65, 106, 131, 177 de la Constitución de Nigeria, que reduce la edad de postulación para cargos electivos para la Cámara de la Asamblea y la Cámara de Representantes de 30 años a 25 años, el Senado y la Gobernación de 35 años a 30 años y el cargo de presidente de 40 a 30 y candidatura independiente en Nigeria.

## Abogacía
El 20 de abril de 2018, los activistas del proyecto de ley se reunieron con el vicepresidente de Nigeria, Yemi Osinbajo, para abogar por la Presidencia para aprobar el proyecto de ley. Después de la aprobación, el movimiento buscó el Congreso de Todos los Progresistas para reducir la tarifa del formulario de nominación, ya que era de N55 millones antes de reducirse a N45 millones. Pero el movimiento quiere que se reduzca la tarifa para alentar la participación de los jóvenes en la política. Anteriormente, alrededor de seis partidos políticos habían prometido incentivos para el movimiento Not Too Young To Run para alentar la participación de los jóvenes nigerianos en la política.

## Aprobación del proyecto de ley Not Too Young To Run en los parlamentos de Nigeria
El proyecto de ley se leyó por primera vez en la Cámara de Representantes de Nigeria y se aprobó con votos de (86-10) en el Senado el 26 de julio de 2017 y 261-23 en la Cámara de Representantes el 27 de julio de 2017. El proyecto de ley fue aprobado en primera y segunda lectura en el Parlamento de Nigeria y fue presentado al Comité de Revisión Constitucional. Para que las enmiendas constitucionales se conviertan en una ley en Nigeria, las enmiendas debían presentarse a todos los miembros de la Cámara de Asambleas de 36 estados de la federación y se espera que al menos 24 estados voten Sí a las enmiendas. Fue informado por 33 cámaras de asambleas en Nigeria que votaron Sí, excepto Zamfara, Lagos y Kano. El proyecto de ley fue rechazado inicialmente por el Estado de Asamblea de Taraba, pero fue revocado después de que el grupo hizo un comunicado de prensa inaugurando la Casa de Asamblea de Taraba en el Salón de la Vergüenza. El 16 de febrero de 2018, los convocantes dieron a los Parlamentos de Nigeria y a su presidente un ultimátum de 30 días para concluir los procesos de aprobación y firma del proyecto de ley.

## Aprobación del proyecto de ley Not Too Young To Run por el presidente de Nigeria
En abril de 2018, el Senado de Nigeria resolvió transmitir el proyecto de ley Not Too Young To Run al Presidente de Nigeria. El 21 de mayo de 2018, 55 organizaciones dirigidas por jóvenes le dieron al presidente Buhari un ultimátum de 8 días para aprobar el proyecto de ley. El 29 de mayo de 2018, el presidente de Nigeria, Buhari, anunció en su discurso nacional del 'día de la democracia' que planeaba firmar el proyecto de ley. Posteriormente firmó el proyecto de ley el 31 de mayo de 2018. El 31 de mayo de 2018, Muhammadu Buhari firmó la ley Not Too Young To Run.

## Controversia política
Hubo una controversia de que el proyecto de ley Not Too Young To Run fue eliminado del informe de revisión constitucional durante la reunión de revisión constitucional de Nigeria.

### Vídeos
1. Full Video: Finally, President Muhammadu Buhari Signs Not Too Young To Run bill into Law
2. Not Too Young Bill Campaigners Seek Passage of Law Within 30 Days
3. President Buhari Signs Not Too Young To Run Bill into Law

- Datos: Q30672547